# ثيودور ويلبور أندرسون
ثيودور ويلبور أندرسون (بالإنجليزية: Theodore Wilbur Anderson) (من مواليد 5 يونيو 1918 - والمُتوفى في 17 سبتمبر 2016) هو عالم رياضيات وإحصائي أمريكي متخصص في تحليل البيانات متعددة المتغيرات. وُلد في منيابولس بولاية مينيسوتا. وشغل منصب رئيس هيئة التدريس في جامعة كولومبيا من عام 1946 حتى انتقاله إلى جامعة ستانفورد في عام 1967، ليصبح أستاذ فخري في عام 1988. وشغل منصب رئيس تحرير دوريات الإحصاء الرياضي من عام 1950 إلى عام 1952. وانتُخب رئيسًا لمعهد الإحصاء الرياضي في عام 1962.
كان كتاب ثيودور الصادر عام 1958، مقدمة للتحليل متعدد المتغيرات، بمثابة منارة لجيل كبير من المنظرين والإحصائيين التطبيقيين؛ حيث كان «المرجع الكلاسيكي» في هذا المجال حتى صدر كتاب مارديا، وكنت وبيبي. يؤكد كتاب أندرسون أن اختبار الفرضيات عن طريق احتمال اختبارات نسبة وخصائص وظائف السلطة: القبول، وتحيز المثمن والدالة الرتيبة.
يشتهرثيودور أيضًا باختبار أندرسون - دارلنج عما إذا كان هناك دليل على أن عينة معينة من البيانات لم تنشأ من توزيع احتمالي معين.
كما يشتهر أيضًا بخوارزمية أندرسون بهادور جنبًا إلى جنب مع خوارزمية راغو راج باهادور التي تستخدم في الإحصاء والهندسة من أجل حل مشاكل تصنيف الثنائية عندما تكون البيانات الأساسية للتوزيع الطبيعي متعدد المتغيرات مع مصفوفات التغاير المختلفة.

## الجوائز والتكريمات
- حصل على زمالة غوغنهايم في عام 1946.[10]
- في عام 1949 انتُخب زميلا في الجمعية الإحصائية الأمريكية.[11]
- انتُخب زميلا في للأكاديمية الأمريكية للفنون والعلوم في عام 1974.[12]
- كان عضوُا في الأكاديمية النرويجية للعلوم والآداب.[13]

## وفاته
تُوفي أندرسون في سبتمبر 2016 عن عمر يناهز 98 عامًا في ستانفورد بولاية كاليفورنيا بعد أن عانى من مشكلات في القلب.

## روابط خارجية
- ثيودور ويلبور أندرسون في شجرة علماء الرياضيات